# Artiom Hadjibekov
Artiom Hadjibekov (în rusă Артём Хаджибеков; n. 20 aprilie 1970, Obninsk, RSFS Rusă, URSS) este un trăgător de tir ce a reprezentat Rusia, medaliat olimpic. A participat la 5 ediții ale Jocurilor Olimpice (1996, 2000, 2004, 2008, 2012) în care a câștigat o medalie de aur și o medalie de argint.